# Life Returns
Life Returns ist ein US-amerikanisches Filmdrama von den Regisseuren Eugene Frenke und James P. Hogan aus dem Jahr 1935. Eine deutsche Synchronfassung ist nicht erschienen.

## Handlung
Dr. John Kendrick arbeitet als Doktor in einem Labor und versucht, Tote wiederzubeleben. Viele finden das verrückt. Als seine Frau stirbt, bekommt er aufgrund dessen nicht das Sorgerecht für seinen Sohn Danny Kendrick.
Danny kann vor dem Kinderheim fliehen, indem er sich schnell seine Sachen schnappt und mit seinem Hund wegrennt. Auf dem Weg trifft er eine Gruppe von Jungs, die ihn bei sich aufnehmen. Er wohnt von nun an dort, hat aber noch Kontakt mit seinem Vater, der öfter Besuch von der Polizei bekommt, die nach dem Jungen suchen.
Als Danny an einem Tag seinen Vater besuchen will, kommt unerwartet die Polizei; er kann sich jedoch noch verstecken und scheucht seinen Hund um die Ecke. Als die Polizei weg ist, sieht Danny nach seinem Hund und stellt fest, dass der Hundefänger ihn erwischt hat. Gemeinsam mit seinen neuen Freunden bricht er in das Hundeheim ein, und sie lassen alle Hunde aus den Käfigen. Als die Wärter das mitbekommen, schlagen sie die Kinder in die Flucht und schnappen sich Dannys Hund. Alle können fliehen. Die Wärter töten den Hund jedoch.
Danny bittet seinen Vater, den Hund wiederzubeleben. Ihm gelingt das.

## Hintergrund
Das Budget des Films betrug 48.000 US-Dollar und wurde von Universal Pictures produziert.